# Día Internacional del Jaguar
El Día Internacional del Jaguar se celebra anualmente el 29 de noviembre desde 2018, fue proclamada por diversas entidades internacionales con el apoyo del Programa de las Naciones Unidas para el Desarrollo (PNUD)  en ese mismo año.

## Proclamación
El Día Internacional del Jaguar fue proclamado el 1 de marzo de 2018 durante la Conferencia de las Partes del Convenio sobre la Diversidad Biológica (CBD COP14) en Sharm el-Sheij, Egipto. Posteriormente, fue ratificado el Foro Jaguar 2030 celebrado en la sede de las Naciones Unidas en Nueva York. La proclamación contó con el apoyo y la participación de diversas organizaciones internacionales, como la Wildlife Conservation Society (WCS), el Fondo Mundial para la Naturaleza (WWF), The Global Alliance for Wild Cats, y el PNUD. Estas entidades colaboraron para impulsar la creación de este día con el fin de proteger al jaguar y su hábitat a través de esfuerzos coordinados a nivel global. La iniciativa surgió como parte del Jaguar 2030 Statement, un esfuerzo colaborativo entre 14 países del área de distribución del jaguar (Panthera onca).
El objetivo principal de esta proclamación es concienciar sobre las crecientes amenazas que enfrenta el jaguar, el superpredador más grande de América Latina, catalogado como Casi Amenazado por la Unión Internacional para la Conservación de la Naturaleza (UICN). Los desafíos, según los organismos mencionados, inluyen la deforestación, la fragmentación de su hábitat, la caza furtiva y el comercio ilegal de sus partes. Además, la proclamación subraya la importancia del jaguar no solo como especie paraguas para la biodiversidad, sino también como indicador de la salud ambiental en los ecosistemas que habita. Este día busca destacar su papel en el patrimonio cultural de América Central y del Sur, y su relevancia para el desarrollo sostenible, en línea con los Objetivos de Desarrollo Sostenible de la ONU.La propuesta de establecer un Día Internacional del Jaguar también recibió el apoyo de figuras destacadas en la conservación, como el Dr. Alan Rabinowitz, cofundador y ex director general de Panthera.

## Celebración
El 29 de noviembre se celebra anualmente esta jornada, coincidiendo con el inicio de la temporada de apareamiento del jaguar en algunas partes de su área de distribución, un momento crítico para la supervivencia de la especie. Se realizan actividades en varios países del rango de distribución del jaguar, estas incluyen campañas educativas, eventos comunitarios, talleres de conservación y acciones para promover la protección de los corredores biológicos del jaguar. En este contexto, WWF ha apoyado con la restauración de hábitats perdidos, utilizando cámaras trampa y collares GPS para monitorear a la especie y vigilando a los cazadores furtivos.